# Championnats d'Europe de badminton 1968
Navigation
Port Talbot 1970
Les championnats d'Europe de badminton 1968, première édition des championnats d'Europe de badminton, ont lieu du 19 au 21 avril 1968 à Bochum, en Allemagne.

## Médaillés
| Épreuve       | Or                               | Argent                           | Bronze                          |
| ------------- | -------------------------------- | -------------------------------- | ------------------------------- |
| Simple hommes | Sture Johnsson                   | Wolfgang Bochow                  | Elo Hansen                      |
| Simple hommes | Sture Johnsson                   | Wolfgang Bochow                  | Jørgen Mortensen                |
| Simple dames  | Irmgard Latz                     | Marieluise Wackerow              | Eva Twedberg                    |
| Simple dames  | Irmgard Latz                     | Marieluise Wackerow              | Angela Bairstow                 |
| Double hommes | David Eddy / Roger Powell        | Tony Jordan / Roger Mills        | Robert McCoig / Mac Henderson   |
| Double hommes | David Eddy / Roger Powell        | Tony Jordan / Roger Mills        | Franz Beinvogl / Willi Braun    |
| Double dames  | Margaret Boxall / Susan Whetnall | Angela Bairstow / Gillian Perrin | Agnes Geene / Joke van Beusekom |
| Double dames  | Margaret Boxall / Susan Whetnall | Angela Bairstow / Gillian Perrin | Anne Flindt / Bente Sørensen    |
| Double mixte  | Tony Jordan / Susan Whetnall     | Roger Mills / Gillian Perrin     | Wolfgang Bochow / Irmgard Latz  |
| Double mixte  | Tony Jordan / Susan Whetnall     | Roger Mills / Gillian Perrin     | Klaus Kaagaard / Anne Flindt    |

## Tableau des médailles
| Rang | Pays                 | Médaille d'or | Médaille d'argent | Médaille de bronze | Total |
| ---- | -------------------- | ------------- | ----------------- | ------------------ | ----- |
| 1    | Angleterre           | 3             | 3                 | 1                  | 7     |
| 2    | Allemagne de l'Ouest | 1             | 2                 | 2                  | 5     |
| 3    | Suède                | 1             | 0                 | 1                  | 2     |
| 4    | Danemark             | 0             | 0                 | 4                  | 4     |
| 5    | Écosse               | 0             | 0                 | 1                  | 1     |
| 5    | Pays-Bas             | 0             | 0                 | 1                  | 1     |